# Воронинская (Тарногский район)
Воронинская — деревня в Тарногском районе Вологодской области.
Входит в состав Заборского сельского поселения, с точки зрения административно-территориального деления — в Лохотский сельсовет.
Расстояние до районного центра Тарногского Городка по автодороге — 26 км.
По переписи 2002 года население — 7 человек.